# Shirley Anne Field
Shirley Anne Field (nombre de nacimiento: Shirley Broomfield, Forest Gate, Londres, 27 de junio de 1938 -10 de diciembre de 2023 ) fue una actriz británica que actuó en el teatro, el cine y la televisión desde 1955, destacando durante la Nueva Ola Británica.
Contrajo matrimonio con Charles Crichton Stuart desde 1967 a 1970, fue madre de Nicola Crichton Stuart.

## Filmografía
| - 1955, Lost - 1956, Dry Rot - 1956, Loser Takes All - 1956, It's a Wonderful World - 1957, The Flesh Is Weak - 1957, The Good Companions - 1959, Horrors of the Black Museum - 1959, Upstairs and Downstairs - 1960, Jungle Street - 1960, Man in the Moon - 1960, Beat Girl - 1960, Once More, with Feeling! - 1960, And the Same to You - 1960, Peeping Tom - 1960, The Entertainer - 1960, Saturday Night and Sunday Morning - 1960, Lunch Hour | - 1962, The War Lover - 1963, Estos son los condenados - 1963, Kings of the Sun - 1966, Doctor in Clover - 1966, Alfie - 1970, A Touch of the Other - 1974, House of the Living Dead - 1989, Mi hermosa lavandería - 1989, Getting It Right - 1989, Shag - 1989, The Rachel Papers - 1991, Hear My Song - 1994, Loving Deadly - 2000, Christie Malry's Own Double-Entry - 2010, The Kid - 2011, The Power of Three |